# Хромова суміш
Хро́мова су́міш — суміш концентрованої сульфатної кислоти (сірчаної кислоти) та дихромату калію (або натрію). Хромова суміш є одним з найсильніших окисників, завдяки чому широко використовується в лабораторній практиці для миття скляного хімічного посуду. При дії сульфатної кислоти та дихромату на окиснювані сполуки (залишки на стінках посуду), дихромат відновлюється до сполук Cr3+ зеленого кольору.

## Склад і приготування хромової суміші

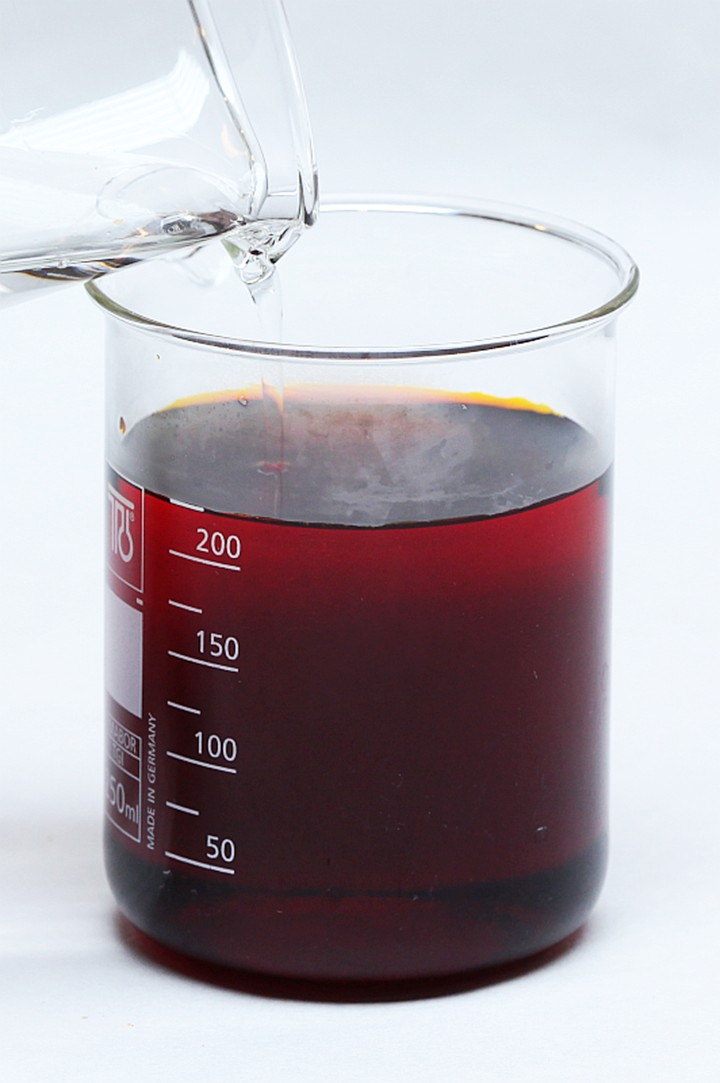
Приготування суміші

Існує багато рецептур цього поширеного лабораторного препарату.
- Склад 1:

Дихромат калію — 60 г;
Концентрована сульфатна кислота — 80 мл;
Вода — 270 мл
- Склад 2:

Дихромат калію — 15 г;
Концентрована сульфатна кислота — 500 мл
Для приготування хромової суміші розчиняють у теплій воді дихромат калію, розчин охолоджують, і потім обережно при перемішуванні додають сульфатну кислоту (лити тільки кислоту у водний розчин дихромату!). Суміш сильно нагрівається, а розчин набуває темно-коричневого кольору.
Скляний посуд витримують у хромовій суміші кілька хвилин, за необхідності — кілька днів, а потім ретельно промивають у проточній воді. На добре знежиреному склі вода розтікається тонким шаром, не збираючись на краплі.
У результаті перебігу реакцій окислення речовин дихромат-аніон відновлюється до сульфату хрому(III), в результаті чого використана хромова суміш поступово змінює колір на зелений.